# 聖塔芭芭拉城市學院
聖塔芭芭拉城市學院（Santa Barbara City College，簡稱SBCC）是位於美国加利福尼亚州聖塔芭芭拉的一所公立社區學院。校園占地74-英畝（30-公頃）。

## 歷史

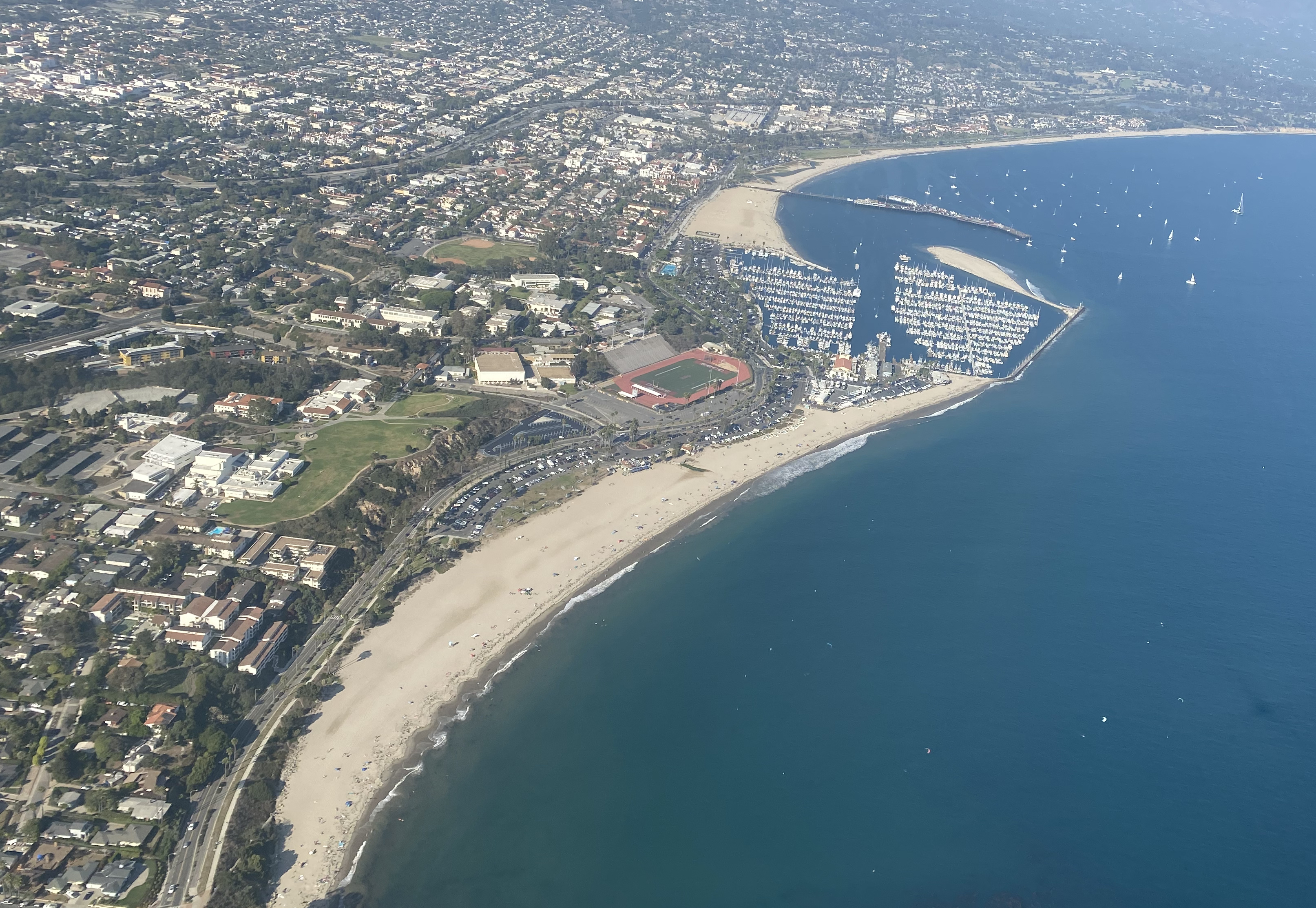
聖塔芭芭拉城市學院鳥瞰圖（2020）

聖塔芭芭拉城市學院於1909年由聖塔芭芭拉高中學區所創立。此學院是加州歷史最悠久的社區學院之一。在第一次世界大戰結束後不久，此學院停止繼續營運，且校務大多由聖塔芭芭拉州立師範學校（Santa Barbara State Normal School）接手管理。聖塔芭芭拉州立師範學校接著變成聖塔芭芭拉州立學院（Santa Barbara State College），之後又變成加州大學聖塔芭芭拉分校。
1946年秋季，聖塔芭芭拉高中學區重組此校。1959年七月，聖塔芭芭拉教育委員會正式將其由聖塔芭芭拉初級學院（Santa Barbara Junior College）改名為聖塔芭芭拉城市學院。
同樣在1959年夏季，此機構從原本在聖塔芭芭拉市中心的Alhecama校園移至現今在聖塔芭芭拉高地的永久校址；加州大學聖塔芭芭拉分校的舊址。現今此校校園坐落於74英畝大的高地上，俯視港口與太平洋。1969年的建設債券發行和1973年的土地收購債券發行的通過，確保了學院擁有一個統一的高地校區。

## 獲獎紀錄

### 阿斯彭獎優異社區學院獎（Aspen Prize）
2013年因在學生完成度、勞動市場、學習和公平方面的傑出成就而共同獲獎；
2011年登上排名前十。

### 美國圖書館協會
2011年學術圖書館卓越獎，全國社區學院類別的得主，因其對社區外展和學生學習的重視而獲獎。

### Niche
2022年於「加州最佳社區學院」中排行第二；
2021年於「加州最佳社區學院」中排行第一。
1. ↑  至2013-02-05的資料。 (PDF). 2013 NACUBO-Commonfund Study of Endowments. National Association of College and University Business Officers.   [January 15, 2014]. （原始内容 (PDF)存档于May 12, 2013）.
2. ↑  .   [2013-01-15]. （原始内容存档于2012-12-31）.
3. ↑   . 聖塔芭芭拉城市學院.   [2024-09-05]. （原始内容存档于2023-09-29） （英语）.
4. ↑  . The Aspen Institute.   [2024-09-06]. （原始内容存档于2024-08-20） （美国英语）.
5. ↑  . PR Newswire. 11 October 2017  [27 April 2021]. （原始内容存档于27 April 2021）.
6. ↑  . www.ala.org.   [2024-09-06]. （原始内容存档于2024-07-10） （英语）.
7. ↑  . www.sbcc.edu.   [2024-09-06].